# Co-op City
Co-op City is een buurt in New York. Co-op City maakt deel uit van Baychester in het stadsdeel The Bronx. Het is 's werelds grootste woningcorporatieproject en het grootste woningbouwproject in de Verenigde Staten, met 15.372 wooneenheden in 35 appartementsgebouwen en 7 huizengroepen. In 2020 telde de wijk 37.369 inwoners. De wijk wordt bestuurd door de Bronx Community Board 3.

## Geschiedenis
In 1960 werd in een moerasgebied in The Bronx Freedomland Amusement Park gebouwd. Het attractiepark gaf een overzicht van de geschiedenis van de Verenigde Staten in 41 attracties. Het was een idee van Cornelius Vanderbilt Wood die een van de hoofdontwerpers van Disneyland Resort was, maar in 1959 door Walt Disney was ontslagen. Het park was geen groot succes, en werd in 1964 gesloten.
In 1965 werd de flatgebouwen van Co-op City op het voormalige parkterrein gebouwd om betaalbare woningen aan te bieden met een strenge selectie van bewoners. In december 1968 trokken de eerste bewoners in de flats ondanks dat er druk werd gebouwd. De stijgende huren en gebreken in de flats resulteerden in de huurstaking van 1975, en de overname van de gebouwen als gemeenschappelijk eigendom van de bewoners. 80% van de wijk bestaat uit een groene zone met natuur.

## Demografie
In 2020 telde Morrisania 37.369 inwoners. 5,2% van de bevolking is blank; 1,3% is Aziatisch; 62,6% is Afro-Amerikaans en 27,4% is Hispanic ongeacht ras of etnische groepering. In 2019 was het gemiddelde gezinsinkomen US$$65,703, en iets beneden het gemiddelde van de stad New York ($72.108).

## Galerij

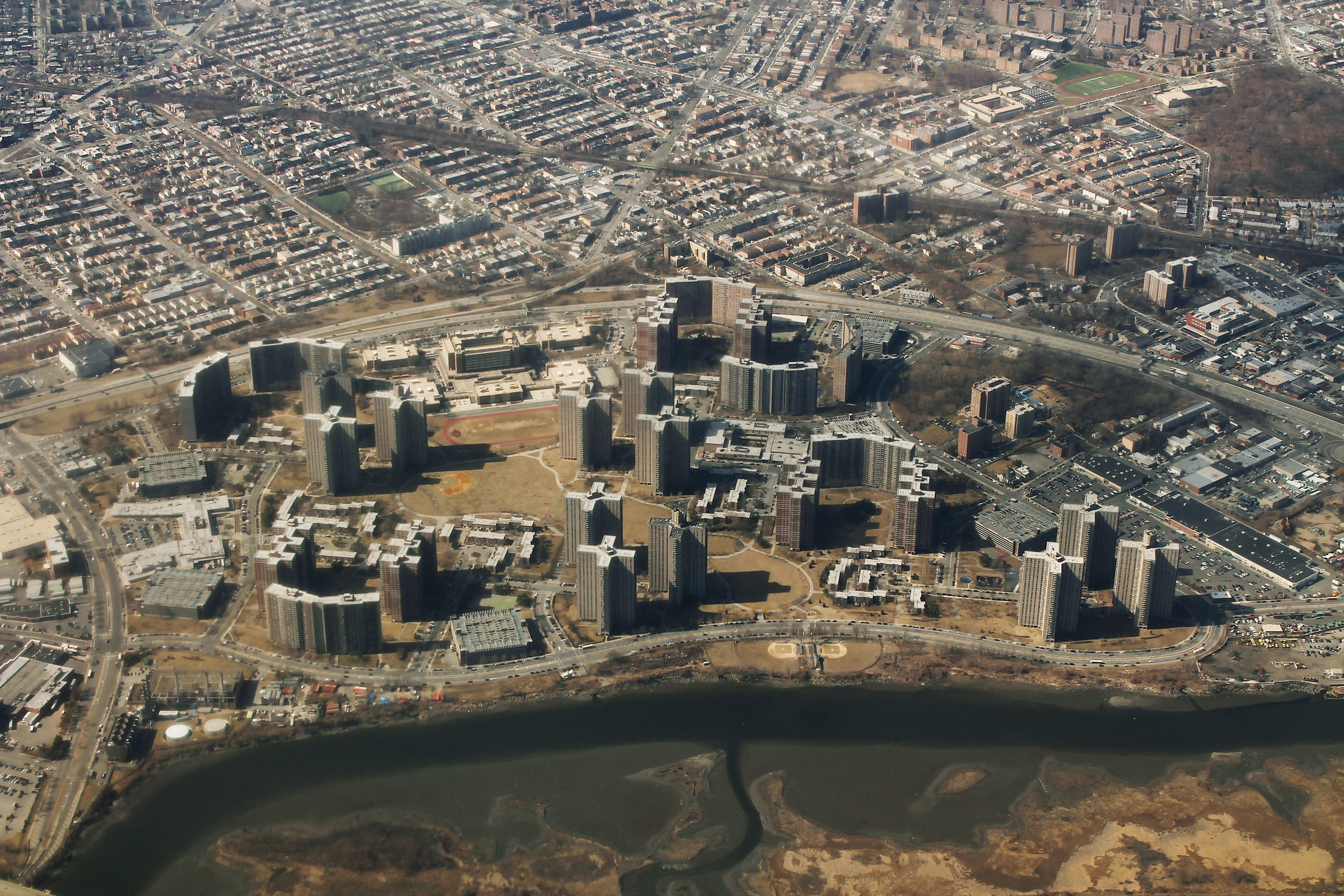
Luchtfoto van Co-op City
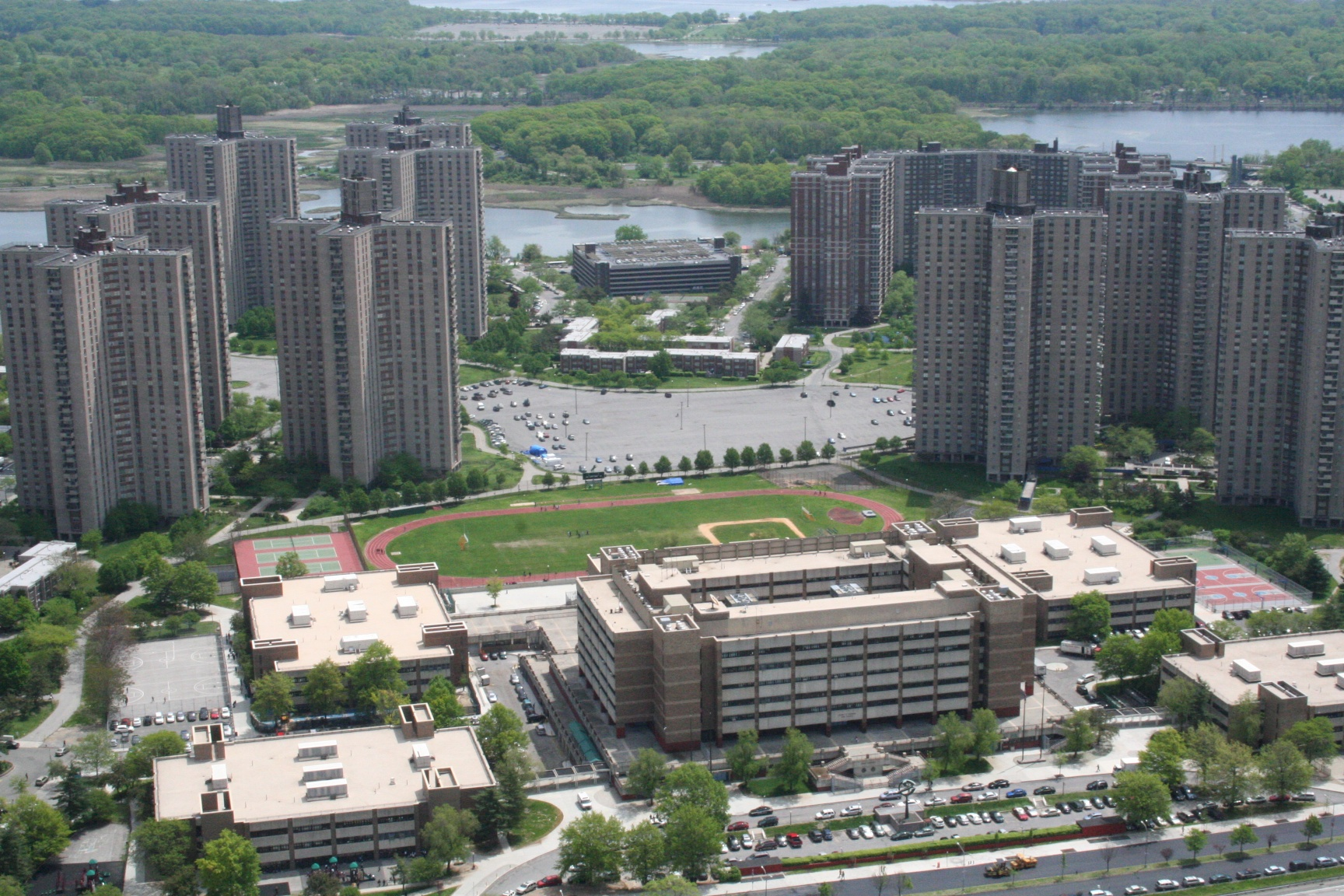
Harry S. Truman Highschool
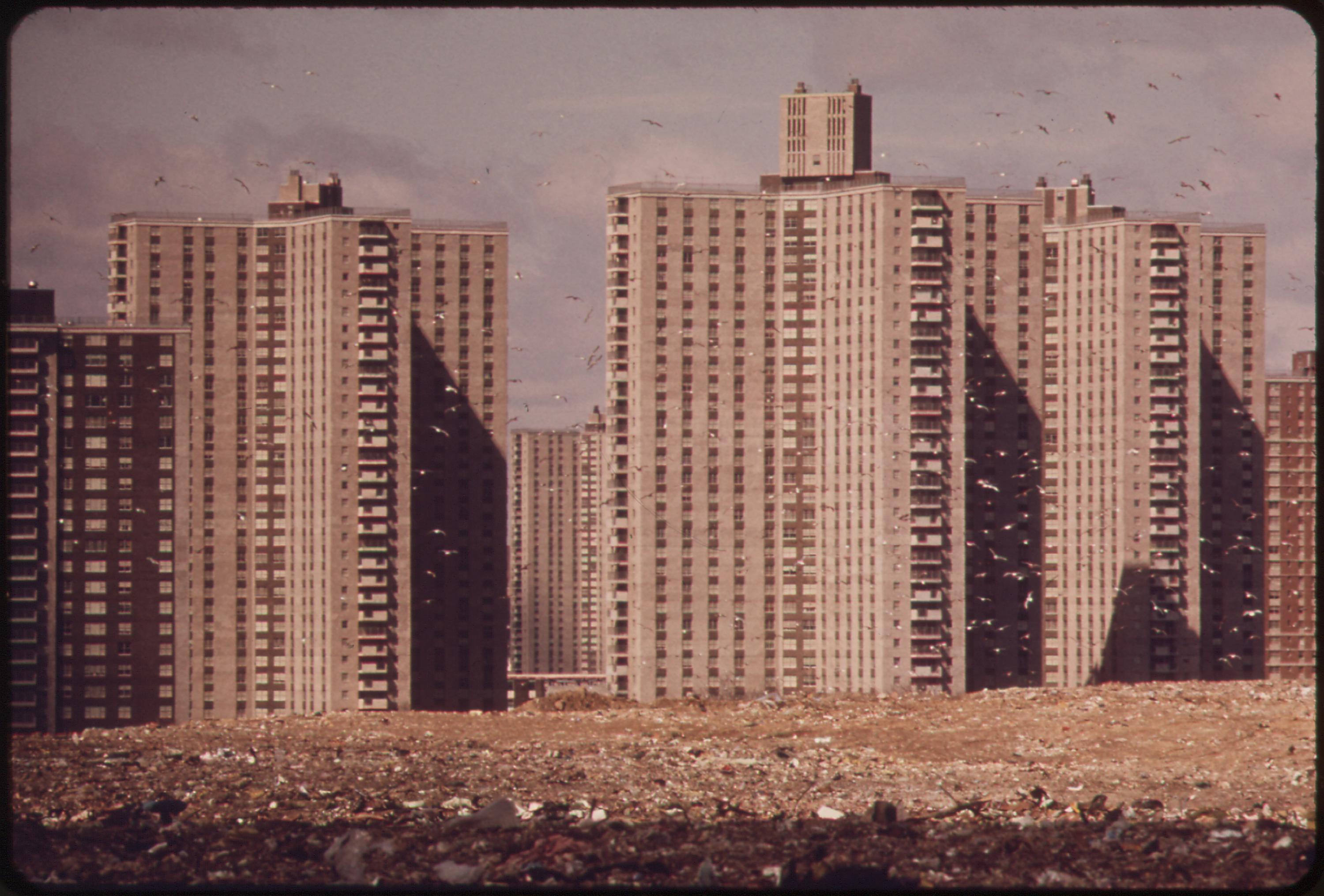
Co-op City (1994)
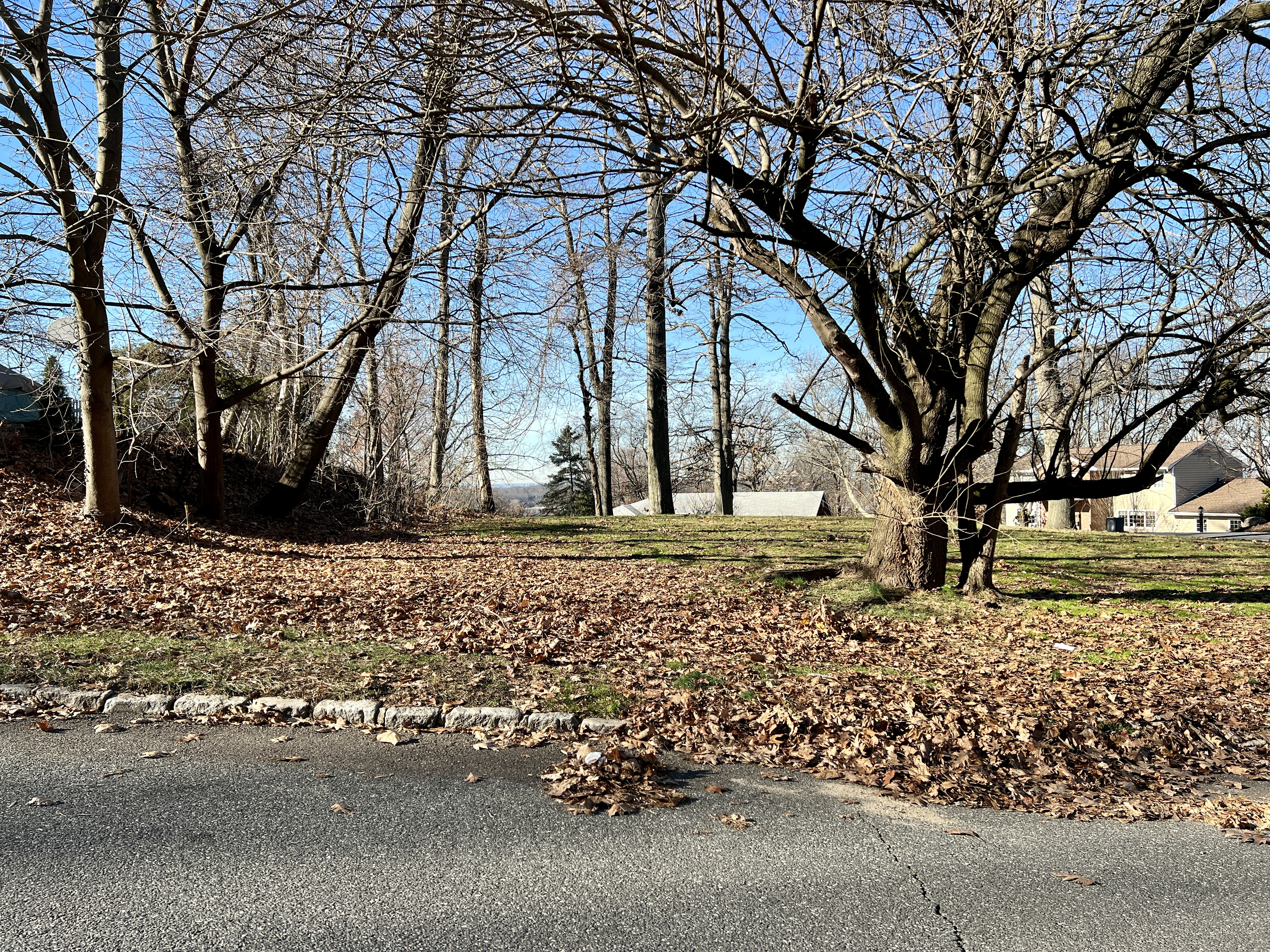
Mimosa Drive

City Island · Concourse · Co-op City · Fordham · Kingsbridge · Morrisania · Parkchester · Riverdale · Spuyten Duyvil · Throgs Neck · Wakefield · West Farms